# 科尔贝腈合成
科尔贝腈合成（Kolbe nitrile synthesis），是制备腈类的一種方法，由卤代烷与氰离子作用以產生腈。此方法以德国化学家阿道夫·威廉·赫尔曼·科尔贝（Hermann Kolbe）的名字命名。 
{\displaystyle {\ce {{R-X}+CN^{\ominus }->{R-C{\equiv }N}+X^{-}}}}
该反应是向碳链增加一个碳原子进行同系化的重要方法，因为腈很容易水解为羧酸，故增加腈的碳链的方法有限。
由于氰离子是一种两可亲核试剂（即在氰离子中有碳原子和氮原子两个亲核位点），因此反应亦得到副产物异腈，可用稀无机酸在室温将其除去。异腈生成的量取决于反应机理、溶剂和金属氰化物的性质，例如重金属氰化物，氰化银几乎完全得到异腈，氰化亚铜约得到一半异腈，而氰化钾和氰化钠仅生成少量异腈。
例如溴代正丁烷和氰化钠作用得到正戊腈和大约1％的异腈，此反应在二甲亚砜中进行得到93％产率。
此反应对于伯卤和苄卤特别有价值，但仲卤和叔卤效果不佳。苄卤和类似化合物容易通过氯甲基化得到，而且性质极活泼。
芳香族腈的生成方法：对于芳卤通常多用氰化亚铜而不用碱金属氰化物，转变为腈，反应在二甲基甲酰胺或N-甲基吡咯烷酮中进行。也可将芳香重氮盐经桑德迈尔反应（加CuCN）从而制得芳香族腈。